# Stanisław Szozda
Stanisław Szozda (25. září 1950 Dobromierz, okres Svídnice – 23. září 2013 Vratislav) byl polský cyklista.
Szozda se narodil v Dobromierzu v Dolním Slezsku, ale od roku 1959 byl spojen s hornoslezským Prudníkem. Tady bydlel na bývalé usedlosti Fipperů, následně na sídlišti Tisíciletí, zde absolvoval základní školu (1964) a zemědělskou průmyslovku (1969). Činil první cyklistické krůčky v Lidovém sportovním klubu Zarzewie Prudnik (1967–1970) pod dohledem Franciszka Surmińského.
Zanechal trvalou stopu v historii cyklistiky nejen jako dvojnásobný stříbrný medailista na olympijských hrách v Mnichově (1972) a Montréalu (1976), ale také jako držitel první medaile z mistrovství světa v dějinách polské silniční cyklistiky, když obsadil třetí místo ve švýcarském Mendrisio (1971) v časovce družstev. Největší úspěchy zaznamenal v 70. letech 20. stol., kdy zvítězil na Tour de Pologne (1971), Závodu míru (1974) a mistrovství světa ve španělské Barceloně (1973) a belgickém Mettet (1975); na stupních vítězů stanul opět ve Barceloně (1973) a venezuelském San Cristóbalu (1977). Na mistrovství Polska triumfoval v silničním individuálním závodě (1973) a týmovém (1971, 1972) a také v závodu dvojic (1974) a horském závodu (1975). Kariéru ukončil ve věku 28 let v důsledku nehody na Závodu míru (1978), který nedokončil.